# Abraham Schrameck

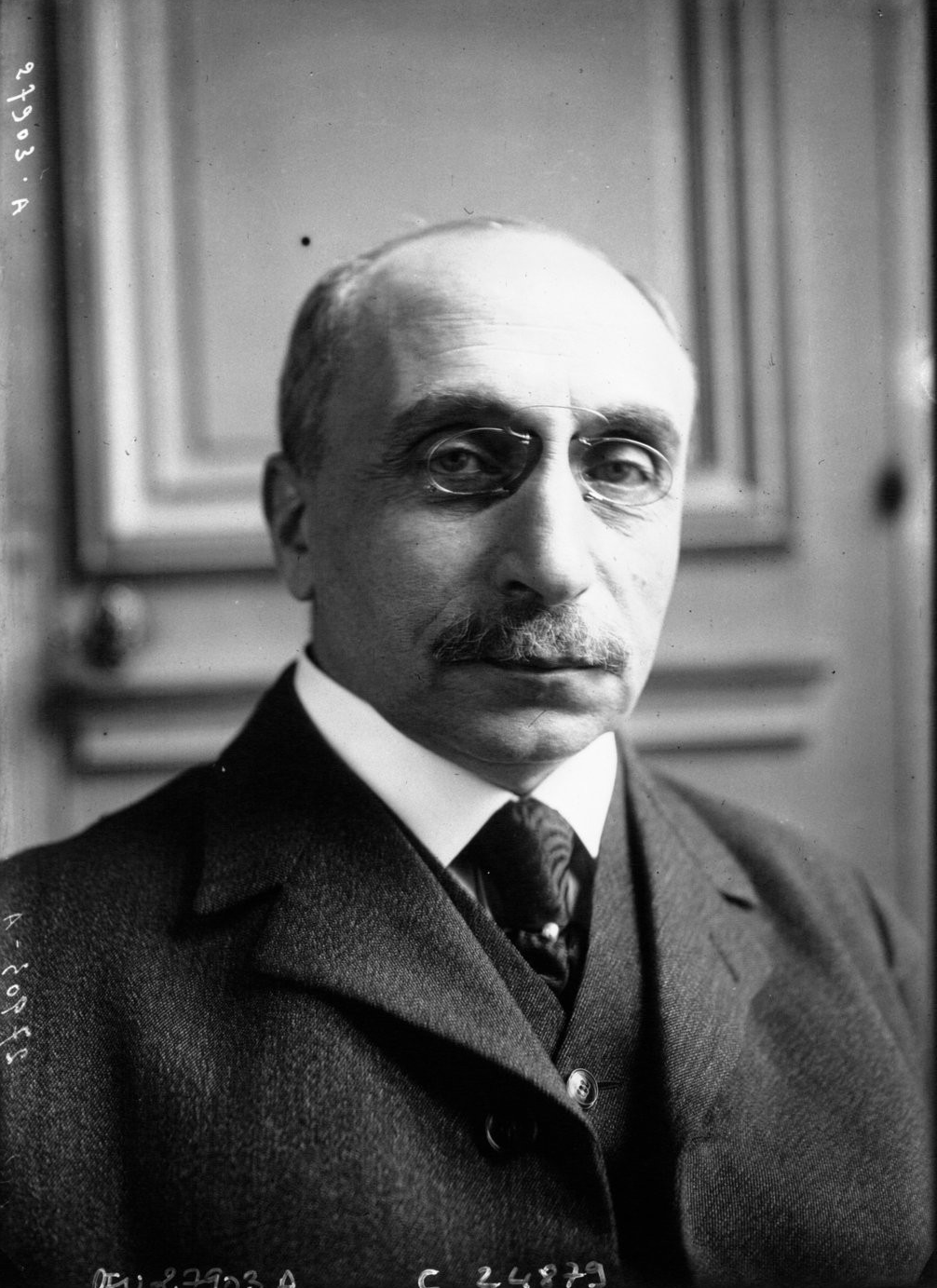
Schrameck (1925)

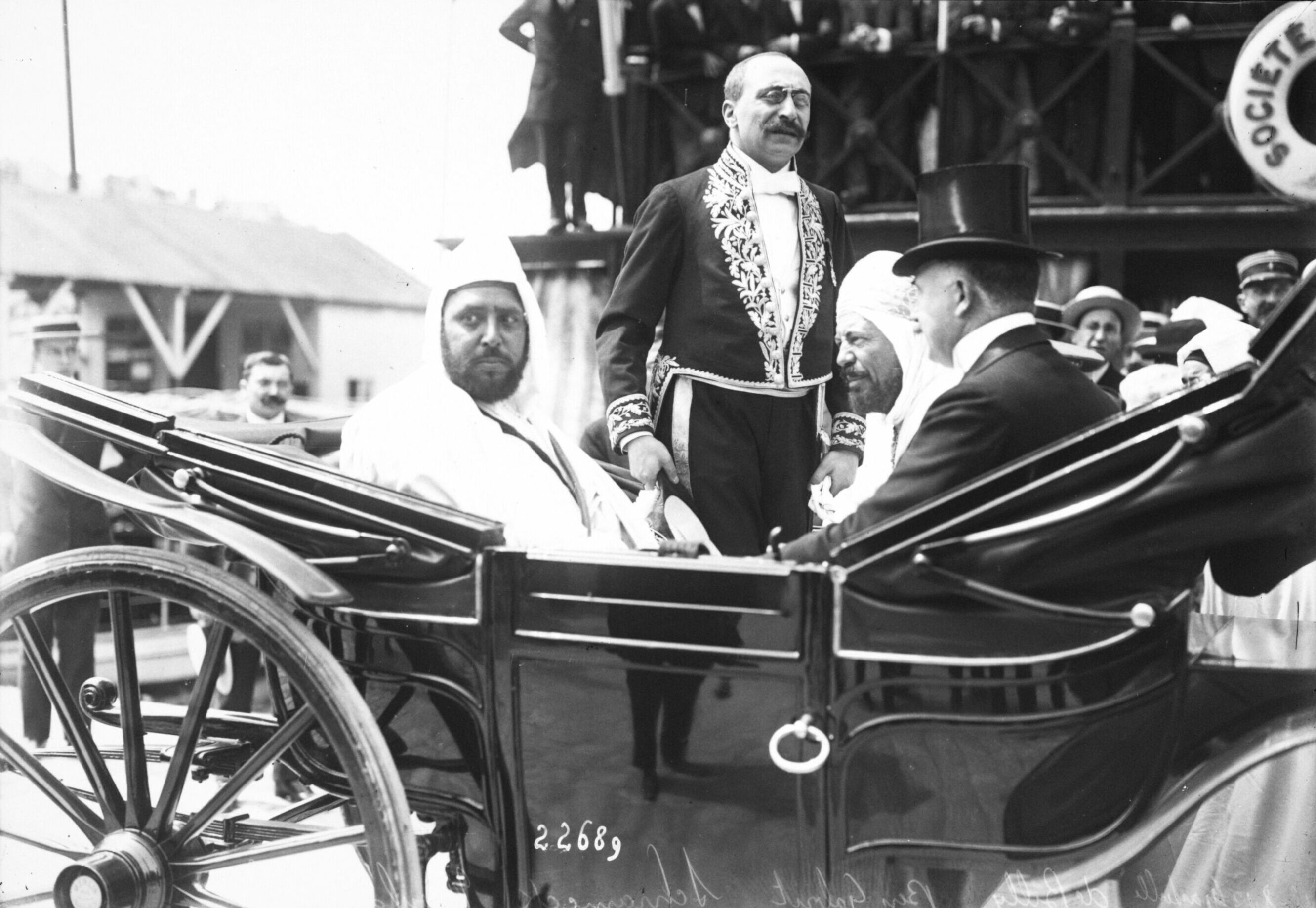
Abraham Schrameck (stehend) im Landauer mit Sultan Mulai Abd al-Hafiz von Marokko und dem algerischen Geistlichen und Funktionär Si Kaddour Benghabrit in Marseille 1912.

Abraham Schrameck (* 26. November 1867 in Saint-Étienne; † 19. Oktober 1948 in Marseille) war ein französischer Politiker. Er machte in der Dritten Republik als Verwaltungsbeamter Karriere und war von 1920 bis 1940 Mitglied des Senats.

## Leben
Abraham Schrameck entstammte einer jüdischen Familie aus dem Elsass. Mit nur 24 Jahren wurde er zum Präfekten des Départements Loire ernannt. 1894 wurde er leitender Beamter bei der Pariser Polizeipräfektur. 1900 wurde er mit 33 Jahren zum Präfekten des Départements Tarn-et-Garonne im Süden Frankreichs ernannt. Von 1906 bis 1907 nahm er diese Position kurzzeitig im Département Aisne ein. 1911 wurde er schließlich Präfekt des einwohnerstarken Département Bouches-du-Rhône mit Marseille als Hauptort. Nach Ende des Ersten Weltkriegs wurde Schrameck 1918 zum Generalgouverneur Madagaskars ernannt.
Zwei Jahre später gelang ihm als Vertreter des Département Bouches-du-Rhône der Einzug in den französischen Senat. Dort schloss er sich der gemäßigten Linken an. 1925 übernahm er für einige Monate den Posten des Innenministers. Er wurde immer wieder zum Ziel antisemitischer Angriffe. Charles Maurras rief 1925 in einem offenen Brief dazu auf, Abraham Schrameck „wie einen Hund“ zu töten.
Schrameck stimmte am 10. Juli 1940 in der Nationalversammlung den erweiterten Vollmachten für Marschall Pétain zu; danach zählte er allerdings zu den Abgeordneten, die die Gesetze der neuen Regierung ablehnten. Daraufhin blieb er bis zur Befreiung 1944 inhaftiert.
Schrameck wurde als Offizier der Ehrenlegion ausgezeichnet.